# Paratrissocladius tokarameneus
Paratrissocladius tokarameneus är en tvåvingeart som beskrevs av Sasa och Suzuki 1995. Paratrissocladius tokarameneus ingår i släktet Paratrissocladius och familjen fjädermyggor. Inga underarter finns listade i Catalogue of Life.